# Chacobosuil
De chacobosuil (Strix chacoensis) is een lid van de familie van de 'echte' uilen (Strigidae).

## Verspreiding en leefgebied
Deze soort komt voor in zuidelijk Bolivia, westelijk Paraguay en noordelijk Argentinië.